# Бальмос
Бальмос (нем. Ballmoos) — бывшая коммуна в Швейцарии, в кантоне Берн.
Входила в состав округа Фраубруннен. С 1 января 2010 года вошла в состав коммуны Йегенсторф вновь образованного округа Берн-Миттельланд.
Население составляет 54 человека (на 31 декабря 2006 года). Официальный код — 0531.

## История
Впервые упоминается в 1270 году как топоним Банемос. В районе коммуны, были найдены несколько артефактов бронзового века, но поселений человека не обнаружено. Из Баллмооса, происходили министериали, служивших Дому Кибургов. Крупнейшим землевладельцеми были рыцари Мальтийского ордена в Мюнхенбухзе. После секуляризации монастырей, Балльмоос стал частью Ландфогтей Мюнхенбухзее. После вступления в силу Акта посредничестве, стал частью округа Фраубруннен.

## География
Коммуна имеет площадь 1.5 км2. 73,5% площади используется в сельскохозяйственных целях, а 22,4% — лесами. 